# Museo de Historia de Sabadell
El Museo de Historia de Sabadell o MHS es un museo pluridisciplinar situado en la calle de San Antonio de Sabadell (Vallés Occidental). Reúne colecciones de arqueología, historia y etnología relacionadas con la ciudad, especialmente con la manufacturación de la lana y la industria textil. Se realizan también conferencias sobre temas de historia de la ciudad.
El museo está integrado en la Red de Museos Locales de la Diputación de Barcelona; la entrada es gratuita y el acceso está adaptado a las personas con movilidad reducida.

## El museo
El museo tiene su sede en una antigua casa-fábrica de 1859, obra de Josep Antoni Obradors, que había sido propiedad del empresario local Antoni Casanovas.
Gracias a la intensa vida artística y cultural de Sabadell a principios del siglo XX, protagonizada por personajes como Joan Vila Cinca, Pere Quart o Josep Renom, se empezaron a organizar las primeras colecciones de bellas artes y arqueología de la ciudad. A partir de estas colecciones surgió la necesidad de crear un museo local donde depositar el patrimonio reunido en las campañas arqueológicas realizadas en la Salut y otros lugares.
En 1931 se inauguró el primer museo local, bajo el nombre de Museo de la Ciudad, con una colección muy variada donde tenían cabida la paleontología, la arqueología, la industria textil o las bellas artes. En 1970 el Museo se constituyó definitivamente como Museo de Historia.

## Elementos patrimoniales gestionados por el museo[4]
- Campanario de la iglesia de Sant Fèlix.
- Casa Durán.
- Lavaderos de la Font Nova.
- Hornos y obrador de cerámica de los Escaiola.
- Torre del Agua.
- Cementerio de Sant Nicolau.
- Ermita de Sant Iscle y Santa Victòria.
- Capilla de Sant Nicolau.
- Pozo de hielo de Sant Oleguer.
- Cuevas de Sant Oleguer.
- Molino de Sant Oleguer.
- Iglesia de Sant Pau de Riu-sec.
- Arsenal y polvorín del aeródromo de Sabadell.
- Iglesia de Sant Vicenç de Jonqueres.